# ナナ (曲)
「ナナ」は日本のインディーズバンド・かりゆし58が2008年11月11日に発売した5枚目のシングル。

## 概要
前作「希望の唄」から約1ヶ月半経ってのリリース。初回限定盤は表題曲の「ナナ」にちなみ、7777枚の限定発売。PVおよびジャケットには矢野未希子が出演している。

## 収録曲

### 通常盤
1. ナナ
毎日放送・2008年11月の「おいしいうた」
2. 風の唄い人
3. 青いバス
4. 情熱の薔薇
（作詞・作曲：甲本ヒロト）
THE BLUE HEARTSのカバー。ダイハツ工業「タントカスタム」CMソング

### 初回限定盤
CD
1. ナナ
2. 風の唄い人
3. 青いバス
4. 情熱の薔薇

DVD
1. ナナ（PV）ほか収録

- 全作詞・作曲：前川真悟（カバー曲以外）